# Deeper (album Pete’a Belasco)
Deeper – drugi i obecnie najważniejszy album Pete’a Belasco wydany w kwietniu 2004 przez firmę fonograficzną Compendia Records. Utrzymana w stylistyce sensualnego smooth jazzu i rhythm'n'bluesa, wpisuje się w estetykę tzw. muzyki neojazzowej.

## Lista utworów
1. „Hurry Hurry”
2. „Deeper”
3. „I'll Come to You”
4. „Keep On”
5. „Too Close”
6. „Crazy”
7. „Fool's World”
8. „Nia”
9. „Wonderful Woman”
10. „Zoe”
11. „People Ask Me”

## Twórcy
- Pete Belasco – śpiew, saksofon, instrumenty klawiszowe, wibrafon, instrumenty perkusyjne, gitara basowa
- JK (Joel Kipnis) – gitara
- Dave Flemming – instrumenty perkusyjne
- Robert Rodriguez – instrumenty perkusyjne
- Bashiri Johnson – perkusja
- Wayne Petswater – bass
- Robyn Springer – chórki
- Wincey Terry – chórki
- Charisse Davis – chórki
- Dinky Bingham – organy